# Epidermoptidae
Famille
Les  Epidermoptidae  sont une des nombreuses familles d'acariens.

## Description
Les Epidermoptidae  sont - comme tous les acariens - des animaux minuscules dotés de huit pattes.